# Messer Chups
Messer Chups és un grup rus de surf rock de Sant Petersburg format l'any 1998 pel compositor i guitarrista Oleg «Gitarkin» Fomchenkov com a projecte paral·lel de Messer für Frau Müller.

## Història
En el nom del grup és la suma de la paraula alemanya Messer («ganivet) i «Chups» de Chupa Chups. La banda era originàriament un duo de Gitarkin al baix i Annette Schneider al sintetitzador.
El 2005, Messer Chups es va convertir en un duo format per Gitarkin i Svetlana «Zombierella» Nagaeva al baix i fins al 2007 no van incorporar-hi un bateria.
Messer Chups combina surf rock i música tradicional russa, a més d'utilitzar sampleigs de gravacions històriques, música lounge i bandes sonores de pel·lícules. Els seus directes inclouen projeccions de pel·lícules antigues de terror i ciència-ficció de sèrie B. Gitarkin ha citat Link Wray i The Ventures com a principals influències.

## Discografia
- Chudovishe & Chudovishe (1999)
- Miss Libido (2000)
- Bride Of The Atom (2000)
- Vamp Babes (2000)
- Black Black Magic (2002)
- The Best Of Messer Chups: Cocktail Draculina (2002)
- Crazy Price (2003)
- Vamp Babes Upgrade (2004)
- Crazy Price (2005)
- Hyena Safari (2005)
- Zombie Shopping (2007)
- Best of The Best (2008)
- Heretic Channel (2009)
- Bermuda 66 (2010)
- Surf Riders from The Swamp Lagoon (2011)
- Church of Reverb (2012)
- The Incredible Crocotiger (2015)
- Spooky Hook (2015)
- Taste the Blood of Guitaracula (2017)
- Mondo Harp (2019)
- Don't Say Cheese (2020)
- Visiting the Skeleton in the Closet (2022)
- Adventures of Zombierella and Guitaracula (2023)[6]